# シダン・セルトデミル
バトゥハン・ジダン・セルトデミル (Batuhan Zidan Sertdemir, 2005年2月4日 - )は、デンマーク・デンマーク首都地域イスボイ出身のサッカー選手。FCノアシェラン所属。ポジションはMF。

## クラブ経歴
7歳の時にブレンビーIFのユースアカデミーに入所。2017年にFCノアシェランのユースに移籍。ノアシェランのユースで頭角を表し、2020年に飛び級でU-19ユースリーグに出場。更にU-17のデンマーク代表にも招集される。2020-21シーズンはU-19ユースリーグで22試合1ゴールを記録。トップリーグ未経験ながら早くも国外リーグのチームからの注目の的となった。
2021年6月14日、バイエル・レバークーゼンと3年契約を締結。加入後U-18ユースチームを配属され、同ユースリーグで2ゴールを記録したところで、10月に16歳でトップチームに昇格。11月7日のヘルタ・ベルリン戦で後半41分に途中出場を果たし、ユスファ・ムココの16歳1日でのブンデスリーガに次ぐ16歳276日でのリーグ2番目の若さでのプロデビューを果たした。
2023年1月31日、FCノアシェランに移籍した。

## 代表経歴
プロデビュー前の2020年から、各ユース世代のデンマーク代表に招集。U-17代表ではゴールを量産した。